# 995 Sternberga
995 Sternberga, asteroid glavnog pojasa. Otkrio ga je Sergej Beljavski, 8. lipnja 1923.

## Vanjske poveznice
- Minor Planet Center